# Франкель, Захария
Захария Франкель (нем. Zecharias Frankel; 30 сентября 1801, Прага —13 февраля 1875, Бреслау) — немецко-богемский учёный-гебраист, умеренный реформатор иудаизма.

## Биография
Был главным раввином в Дрездене и Лейпциге. На этом посту он добился признания свободы еврейского культа.
В 1851 году основал журнал «Monatsschrift für die Geschichte und Wissenschaft des Judenthums» («Ежемесячный журнал по истории и науке иудаизма»).
С 1854 года был директором Еврейской теологической семинарии в Бреслау.
Порвал с реформистским крылом, в знак несогласия с мнением, что иврит перестал быть языком молитвы. Одним из первых утверждал, что история, а не религия, создала евреев как уникальный народ, и что они должны оставаться такими.
Подвергался нападкам со стороны радикальных реформаторов за приверженность Талмуду.

## Труды
- «Die Eidesleistung der Juden» (Лейпциг, 1840, 2 изд., 1847),
- «Vors t udien zur Septuaginta» (Лейпциг, 1841),
- «Der gerichtliche Beweis nach mosaisch-talmudischen Recht» (Берлин, 1846),
- «Ueber den Einfluss der pal ä stinensichen Exegese auf die alexandrinische Hermeneutik» (Бреслау, 1851),
- «Ueber pal ästinensische und alexandrinische Sch riftforschung» (Бреслау, 1854),
- «Grundlinien des mosaisch-talmudischen Eherechts» (Бреслау, 1859),
- «Entwurf einer Geschichte der Litteratur des nachtalmudischen Responsen» (Бреслау, 1865),
- «Мебо га-Иерушалми» («Введение в иерусалимский Талмуд», Бреслау, 1870).